# Lista över inofficiella namn i Karleby
Inofficiella namn i Karleby i Finland är namn på platser, gator, byggnader och dylikt som är allmänt förekommande i folkmun men inte är officiella. Det finns ett stort antal inofficiella namn i Karleby.
Uttalsmarkeringarna i tabellen torde följa standarden som används av SAOL och NE:s ordbok, inte standarden enligt Internationella fonetiska alfabetet.[källa behövs]
| Namn             | Varianter & uttal                                                                                               | Kommentar | WD                    |
| ---------------- | --- | --- | --------------------- |
| Barkassen        | Uttal: [barkassen]                                                                                              | I Engelska parken vid sundet ligger det Engelska båthuset. Det är ett minnesmärke över slaget vid Halkokari 1854 under Krimkriget då en engelsk landstigningsbåt, en barkass, fastnade på ett skeppsvrak och tillvaratogs av Karlebyborna. Båten bär spår av striden. |                       |
| Brohuset         | Uttal: [bro:hu:set]                                                                                             | Huset ligger i kvarteret innan sundet och har fått sitt namn av sitt läge. |                       |
| Elisabeth        | Varianter: Elisabeth, Gravgården Uttal: [gra:vgå:le]                                                            | På Elisabets begravningsplats (invid Karleby kyrka) som begravningsplatsen heter officiellt, begravs man ofta om man kommer från socknarna, dvs. f.d. landskommunen. Den kallas också kort bara för Gravgården [gra:vgå:le]. |                       |
| Finntuppen       | Uttal: [finntoppe]                                                                                              | Det ironisk skämtsamma namnet används om en staty av Essi Renvall föreställande en örn och bilder på de olika näringsgrenar som varit viktiga för staden: fiske och industri med tjära och läder som viktiga exportvaror. När örnstatyn avtäcktes i början av 50-talet lär talet endast ha hållits på finska och de svenskspråkiga Karlebyborna började då kalla statyn för Finntuppen [finntoppe].                                                                                          |                       |
| Fiskhallsplan    | Uttal: [fiskhallspla:n]                                                                                         | Fiskhallsplan ligger vid Gamla fiskhallen invid salutorget i Karleby och har sedan fiskförsäljningen upphörde inhyst lite olika evenemang. |                       |
| Gallgöule        | Varianter: Gallgöule, Galgbacken Uttal: [gallgöule]                                                             | Gallgöule betecknar ett idag bebyggt område i Kaustar som tidigare lär ha använts som en avrättningsplats för sinnessjuka. Namnet är troligtvis en ordbildning med dialektordet göl som betyder 'tok'. En del säger också att det kan komma från "galgören". Namnets uttal på Karlebydialekt [gallgöule] verkar ha lexikaliserats i det inofficiella namnet. |                       |
| Gamla shell      | Uttal: [gambäsjell]                                                                                             | En av de äldsta Shell-bensinstationerna som fortfarande är i bruk finns i Karleby. Idag finns en bilskola i byggnaden bredvid pumpstationerna. |                       |
| Gamlakarleby     | Varianter: Gamlakarleby, Karleby, Kokkola Uttal: [gämbäka:bi], [ka:rleby:], [kåkkåla]                           | Stadens namn vid grundadet år 1620 och fram till 1977 då Gamlakarleby slogs ihop med Karleby landskommun. Staden tog då landskommunens namn. En del talar fortfarande om Gamlakarleby i speciellt historiska sammanhang eller när man avser stadskärnan med Neristan i fokus. Stadens finska namn Kokkola används även parallellt av stadens svenskspråkiga invånare, lite beroende på med vem man talar.                                                                                    |                       |
| Gågatan          | Uttal: [gå:gato]                                                                                                | Fabriksgatan i centrum kallas i folkmun för Gågatan [gå:gato]. |                       |
| Hagströms hörnet | Varianter: Hagströms hörnet, Hagströms hörn Uttal: [ha:gströms hö:rnet], [ha:gströms hö:rn]                     | En av de mest kända korsningarna i Karleby kallas för Hagströms hörn/et efter Hagströms läderfabrik som låg vid korsningen mellan Långbrogatan, Hakalaxgatan och Sjukhusgatan. Byggnaden finns fortfarande kvar och korsningen har fått en skylt så namnet är mer eller mindre officiellt idag. |                       |
| Hakalaxsidan     | Uttal: [hakalakssi:då]                                                                                          | Hakalaxsidan kallas den del av staden som ligger norr om sundet. Stadssundet avskiljer stadssidan eller centrum från Hakalaxsidan. |                       |
| Hakatori         | Varianter: Hakatori, Hakatorg Uttal: [hakatåri], [hakatårj]                                                     | Sale-butiken och det lilla torget i höjd med Kokkostenen längs med Karlebygatan kallas Hakatori eller Hakatorg. Det ligger inte långt från det svenskspråkiga högstadiet i Karleby (idag Donnerska skolan) så hit for tidigare elever för att köpa "päivän pulla" på rasterna. |                       |
| Halppistunneln   | Uttal: [halppistunneln]                                                                                         | Den tunnel som går under järnvägen vid sundet kallas för Halppistunneln från företaget Halpa-Hallis kortform Halppis. Den lär ha varit lite skrämmande att cykla under ensam bland Karlebys ungdomar. |                       |
| HH-tunneln       | Uttal: [hå:hå:tunneln]                                                                                          | Tunneln som går över sundet vid Halpa-Halli kan fungera som mötes- och samlingsplats för ungdomar. Den kallas HH-tunneln och förortningen kommer troligtvis från företagets namn. |                       |
| Höggis           | Varianter: Höggis, KSH Uttal: [höggis], [kå:esshå:]                                                             | Karleby svenska högstadium heter idag Donnerska skolan och finns inhyst i samma byggnad som gymnasiet. Skolan har kallats både vid sin förkortning och kort för Höggis. |                       |
| Janssons backen  | Uttal: [ja:nssåns bakka]                                                                                        | Området som heter Tjalibacken kallades tidigare ofta för Janssons backa. |                       |
| Jenkkitori       | Uttal: [jenkkitåri]                                                                                             | Parkeringsplatsen vid Torggatan bakom kyrkan kallas Jenkkitori. Namnet kan ha kommit från att folk körde med amerikanare här tidigare. Man kunde åka både på Lillrundi och Storrundi när man var ut och körde. |                       |
| Kahakkaranta     | Varianter: Kahakkaranta, Halkokarimonumentet Uttal: [kahakkaranta], [halkokarimånumente]                        | Stranden där Halkokaris minnesmärke finns hänvisas även till som Kahakkaranta (sv. sammandrabbning) i folkmun. Monumentet är uppfört till minne av slaget 1854 under Krimkriget då engelska marinsoldater försökte ta staden i besittning men inte lyckades till följd av Karlebybornas motangrepp. |                       |
| Kakaravaara      | Uttal: [kakarava:ra]                                                                                            | Kakaravaara är ett lite dråpligt men etablerat namn för ett område i den gamla arbetarstadsdelen Yxpila. Arbetarfamiljerna lär ha haft många barn, vilket skulle ha gett upphov till namnet. Kakara betyder 'unge' på svenska. |                       |
| Kokkostenen      | Varianter: Kokkostenen, Mejeristenen, Snellmansstenen Uttal: [kåkkåste:ne], [mejjeriste:ne], [snellmansste:nen] | Stenen mitt i Karlebygatan där en ung Snellman sitter och läser en bok har många namn. Kokkostenen hänvisar till de stenar man i äldre tider har haft brasor på för sjöfaranden. Ordet 'kokko' är också ett gammalt finskt ord för örn, varifrån staden har fått sitt namn på finska. Mejeriet låg tidigare runt hörnet på Torggatan så för sockenborna som kom in till staden för att separera mjölk vid mejeriet fick stenen funktionen av riktmärke och namn av det närliggande Mejeriet. |                       |
| Konsa            | Varianter: Konsa, Peräbanken Uttal: [kånsa], [peräbankkå]                                                       | Mellersta Österbottens konservatorium kan även kallas kort för Konsa, speciellt av de som vistats i byggnaden. Konservatoriet huserade tidigare Karleby sparbanks huvudkontor och kallades Peräbanken då ledningen kom från Linnusperä. |                       |
| KPO-backen       | Varianter: KPO-backen, KPO:s backa Uttal: [kå:pe:o:bakka], [kå:pe:o:sbakka]                                     | Keski-Pohjanmaan Osuuspankki har i form av en vedertagen förkortning gett namn till den lilla backen på Fabriksgatan. |                       |
| KSG              | Uttal: [kå:essge:]                                                                                              | Karleby svenska gymnasium har ofta kallats vid sin initialförkortning. |                       |
| Leikkari         | Uttal: [leikkari]                                                                                               | Det finska slangnamnet Leikkari för 'leirintäalue' (sv. lägerområde) används även bland svenskspråkiga ungdomar. |                       |
| Länkkäri         | Uttal: [länkkäri]                                                                                               | Västra parken kallas även för dess finska smeknamn Länkkäri bland svenskspråkiga ungdomar. |                       |
| Marie            | Varianter: Marie, Stadsgravgården Uttal: [mari:], [stassgra:vgå:le]                                             | Marie begravningsplats som av sockenborna även kan refereras till som Stadsgravgården. |                       |
| Mejeriet         | Varianter: Mejeriet, Stan Uttal: [mejjeri], [sta:n]                                                             | Mejeriet låg tidigare mycket centralt på Torggatan 16 och orsaken att åka in till staden för de flesta sockenbor som hade kor var för att separera mjölk vid mejeriet. Mejeriet [mejjeri] kunde sålunda benämna stan eller centrum och gör det fortfarande bland vissa. |                       |
| Neristan         | Varianter: Neristan, Gamla stan Uttal: [ne:rista:n]                                                             | Den tidigare stadskärnan i staden bestod av Neristan och Oppistan. Neristan, eller Gamla stan, som många unga även kan säga, avgränsas söderut av Torggatan, norrut av Anders Chydeniusgatan, väster av Gustav Adolfsgatan och österut av Strandgatan. Neristan räknas till en av de största bevarade trähusstadsdelarna i Finland. |                       |
| Pera             | Varianter: Pera, Linnuspera Uttal: [pera], [linnospera]                                                         | Området Linnusperä(fi) kallas kort och gott för Pera av Linnusperäborna själva. Linnusperävägen som går till området kallas också för Peravägen [peraveijji] och invånarna för Perabor [perabo:a]. | Q11875983 på Wikidata |
| Prismarondellen  | Varianter: Prismarondellen, Prismakorsningen Uttal: [prismaråndellen]                                           | Den stora flerfiliga rondellen där Vasavägen, Södraleden, Hamnvägen och Järnvägsgatan möts kallas Prismarondellen efter varuhuset som ligger mellan Vasavägen och Södraleden. |                       |
| Purje            | Varianter: Purje, Seglet Uttal: [porje], [segle]                                                                | Den lilla scenen med ett vitt segel i hörnet av Strandgatan och Fabriksgatan kallas kort för antingen Purje eller Segle bland åtminstone stadens svenskspråkiga ungdomar. |                       |
| Pususilta        | Varianter: Pususilta, Sundmuns bro Uttal: [pososilta], [sonnmonns bro:]                                         | Bron över sundet vid Tykkitie kallas Pususilta speciellt bland stadens ungdomarna. Den kallas även Sundmuns bro av en lite äldre generation. På 50-talet fanns det också en annan bro längre mot stan över Sundet lite norr om Idrottsgården som kallades Kyssarnas bro. |                       |
| Retotåget        | | Kallisvägen lär har kallats för Retotåget med dialektordet 'reto' (sv. trasig) som förled. Ursprunget bakom namnet är oklart. |                       |
| Roskaruka        | Varianter: Roskaruka, Roskatunturi, Lankilabacken Uttal: [råskaroka], [råskatontori], [lankilabakken]           | Halkokaris kvartersbacke har haft många namn och är en av de högre punkterna i Karleby. Den utgörs endast av gammal fyllnadsjord och har därav fått namnen Roskaruka och Roskatunturi. Namnet Lankilabacken kommer från den tidigare stadsdirektören Esko Lankila. |                       |
| Röössi           | Uttal: [rö:ssi]                                                                                                 | Området Rödsö på andra sidan Perho å eller Åågi kallas för Röössi. Det lär vara viktigt att skilja på vad som hör till Rödsö och vad som hör till Palo, som ligger i angränsning till Rödsö. |                       |
| Skrammelbacken   | Varianter: Skrammelbacken, Vattentornsbacken Uttal: [skrambelbakka], [vatoto:rnsbakka]                          | Området där det gamla vattentornet kallas i folkmun både för Skrammelbacken [skrambelbakka] och Vatutornsbacka [vatoto:rnsbakka]. En teori bakom namnet lär ha att göra med skramlet som hördes då hästkärror kom körande på de steniga backarna på området. |                       |
| Skuggan          | Uttal: [skoggan]                                                                                                | Huset som kallas Skuggan låg i skuggan av Brohuset som byggdes före. |                       |
| Slottes hörnet   | Varianter: Slottes hörnet, Slottes Uttal: [slåttes hö:rnet]                                                     | I det här hörnet fanns länge Slottes skobutik som har gett gathörnet dess namn. |                       |
| Socis            | Varianter: Socis, Mokkamotti Uttal: [so:sis], [måkkamåtti]                                                      | Societetshuset kallas i folkmun ofta för Socis, i likhet med många övriga städers kortformer för motsvarande hus. Här fanns på 50-talet caféet Mokkamotti där männen samlades då de var inne i stan för att uträtta ärenden. |                       |
| Sockenkyrkan     | Varianter: Sockenkyrkan, Kyrkan Uttal: [sokkentjyrkkå]                                                          | Karleby sockenkyrka kallas kort och gott för Kyrkan om man kommer från socknarna. Sockenkyrkan används i jämförelse med Stadskyrkan i Gamlakarleby. Till Sockenkyrkan lär många Karlebybor köa länge för vigslar och andra förrättelser. Den medeltida stenkyrkan med anor från 1400-talet ses nämligen som en "riktig kyrka", även av stadsborna. | Q1697486 på Wikidata  |
| Stadskyrkan      | Varianter: Stadskyrkan, Kyrkan Uttal: [stasstjyrkkå]                                                            | Gamlakarleby stadskyrka kallas i jämförelse med Sockenkyrkan för Stadskyrkan. | Q1742902 på Wikidata  |
| Suntti           | Uttal: [sontti]                                                                                                 | Stadssundet har gett namn åt den mötesplats som många Karlebyungdomar har stämt träff vid när de har varit ute om kvällarna. Det finska namnet Suntti har även använts bland svenskspråkiga. |                       |
| Terrasshuset     | Uttal: [terasshu:set]                                                                                           | Terrasshuset, som har fått sitt namn efter sitt utseende, byggdes under brinnande krig 1942 och det har spekulerats bland Karlebyborna vem som hade råd att bygga hus under kriget. Det talas t.o.m. om att ryska krigsfångar skulle ha byggt huset. |                       |
| Varikko          | Uttal: [varikkå]                                                                                                | Gammalt militärområde, asevarikko 8. |                       |
| Vartiolinna      | Varianter: Vartiolinna, Skyddskårshuset Uttal: [vartiålinna], [sjyddkå:rshu:set]                                | Idag verkar Karleby stadsteater i byggnaden som tidigare fungerade som skyddskårshus. Det finska namnet Vartiolinna används även bland svenskspråkiga. |                       |
| Åströms          | Uttal: [å:ströms]                                                                                               | Åströms var ett etablerat företag i Karleby och sålde kläder och tyger etc. Idag finns företaget Halonen i byggnaden, men gränden som löper längs med byggnaden har fått namn efter den tidigare verksamheten. |                       |